# Бук японский
Бук японский (лат. Fagus japonica) — вид цветковых растений рода Бук (Fagus) семейства Буковые (Fagaceae).
Произрастает на Корейском полуострове и в Японии (острова Хонсю, Кюсю, Сикоку), в горах поднимается до 2000 м.
В культуре с 1905 года. В Западной Европе иногда встречается в садах.
Не следует путать с буком городчатым (лат. Fagus crenata, буна (яп. ブナ)), который также произрастает в Японии.

## Ботаническое описание

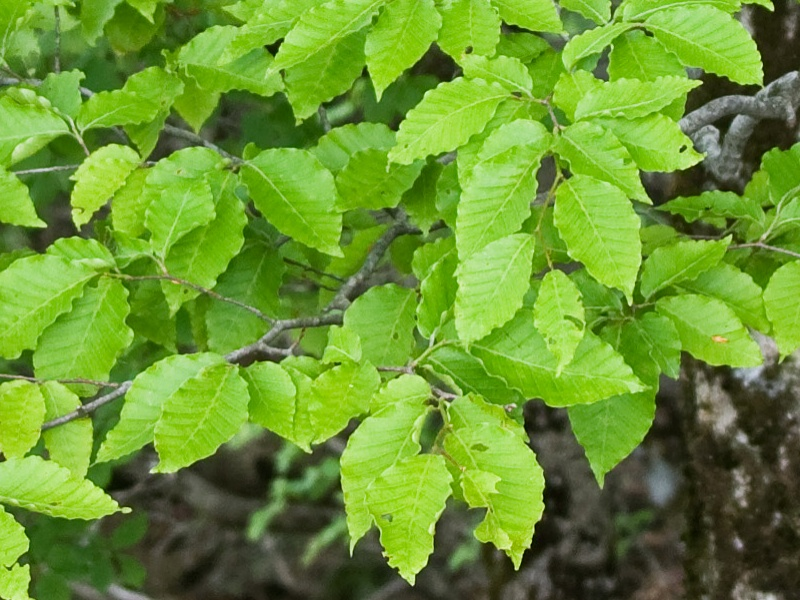
Листья бука японского

Представители вида — деревья высотой около 15 (до 25) м, часто многоствольные.
Листья длиной 5—8 см, яйцевидные или яйцевидно-эллиптические, короткозаострённые на вершине и слегка сердцевидные при основании, выемчато-городчатые, снизу сизые и голые, кроме срединной жилки, несущей шелковистые волоски.
Плюски длиной 0,6—0,8 см, с короткими, раздвоенными, треугольными придаточными листочками, на голых ножках длиной около 3 см. Орехи длиннозаострённые, длиннее плюски.

## Таксономия
Вид Бук японский входит в род Бук (Fagus) семейства Буковые (Fagaceae) порядка Букоцветные (Fagales).
|  |                                      |  |                                                             |                                                             |                   |  | ещё 7 семейств (согласно Системе APG II) | ещё 7 семейств (согласно Системе APG II) |                  |  |  |  | ещё около 360 видов |
|  |                                      |  |                                                             |                                                             |                   |  | ещё 7 семейств (согласно Системе APG II) | ещё 7 семейств (согласно Системе APG II) |                  |  |  |  | ещё около 360 видов |
|  |                                      |  |                                                             | порядок Букоцветные                                         |                   |  |                                          |                                          | род Бук          |  |  |  |                     |
|  |                                      |  |                                                             | порядок Букоцветные                                         |                   |  |                                          |                                          | род Бук          |  |  |  |                     |
|  | отдел Цветковые, или Покрытосеменные |  |                                                             |                                                             | семейство Буковые |  |                                          |                                          | вид Бук японский |  |  |  |                     |
|  | отдел Цветковые, или Покрытосеменные |  |                                                             |                                                             | семейство Буковые |  |                                          |                                          |                  |  |  |  |                     |
|  |                                      |  | ещё 44 порядка цветковых растений (согласно Системе APG II) | ещё 44 порядка цветковых растений (согласно Системе APG II) |                   |  |                                          | ещё 9 родов                              | ещё 9 родов      |  |  |  |                     |
|  |                                      |  |                                                             | ещё 44 порядка цветковых растений (согласно Системе APG II) |                   |  |                                          |                                          | ещё 9 родов      |  |  |  |                     |